# Akmola (tỉnh)
Akmola (tiếng Kazakh: Ақмола облысы, Aqmola oblısı, tiếng Nga: Акмолинская область, Akmolinskaya oblast), là một tỉnh tọa lạc ở trung tâm nước Cộng hòa Kazakhstan. Thủ phủ của tỉnh là thành phố Kokshetau. Thủ đô Astana của Kazakhtan nằm hoàn toàn trong tỉnh này, nhưng có hệ thống hành chính riêng biệt. Dân số của tỉnh Akmola năm 2012 là 731.398 người, trong đó riêng thành phố Kokshetau là 136.922 người. Toàn tỉnh có diện tích 146.219 km².

## Địa lý
Tỉnh Akmola và tỉnh Karagandy là hai tỉnh duy nhất của Kazakhstan là không có đường biên giới quốc tế với quốc gia khác, mà chỉ có chung đường ranh giới tiếp giáp với các tỉnh cùng quốc gia.
Akmola có chung ranh giới với 4 tỉnh của Kazakhstan: với Bắc Kazakhstan ở phía bắc, với tỉnh Karagandy ở phía nam, với Kostanay ở phía tây và phía đông là tỉnh Pavlodar.
Trong tỉnh đã được tiến hành thăm dò để khai thác vàng và than đá từ trước.

## Nhân khẩu
Theo cuộc điều tra dân số năm 2009, người Kazakh chiếm 43,5%, so với người Nga chiếm 36,5%.

## Hành chính
Toàn tỉnh được chia thành 17 huyện và 2 thành phố là Kokshetau và Stepnogorsk.
| STT | Huyện        | Trung tâm hành chính |
| --- | ------------ | -------------------- |
| 1   | Shortandy    | Shortandy            |
| 2   | Tselinograd  | Akmol                |
| 3   | Zerendi      | Zerendi              |
| 4   | Zhaksy       | Zhaksy               |
| 5   | Zharkain     | Derzhavinsk          |
| 6   | Akkol        | Akkol                |
| 7   | Arshaly      | Arshaly              |
| 8   | Astrakhan    | Astrakhanka          |
| 9   | Atbasar      | Atbasar              |
| 10  | Bulandy      | Makinsk              |
| 11  | Burabay      | Shchuchinsk          |
| 12  | Egindikol    | Egindikol            |
| 13  | Enbekshilder | Stepnyak             |
| 14  | Ereymentau   | Ereymentau           |
| 15  | Esil         | Esil                 |
| 16  | Korgalzhyn   | Korgalzhyn           |
| 17  | Sandyktau    | Balkashino           |

Mười địa phương sau trong tỉnh Akmola là thị xã: Akkol, Atbasar Derzhavinsk, Ereymentau, Esil, Kokshetau, Makinsk, Shchuchinsk, Stepnogorsk, và Stepnyak.

## Liên kết
- Official website Lưu trữ ngày 16 tháng 12 năm 2007 tại Wayback Machine